# HD 69863
HD 69863 är en dubbelstjärna belägen i den mellersta delen av stjärnbilden Kölen, som också har Bayer-beteckningen C Carinae.  Den har en kombinerad skenbar magnitud av ca 5,16 och är svagt synlig för blotta ögat där ljusföroreningar ej förekommer. Baserat på parallax enligt Gaia Data Release 2 på ca 12,6 mas, beräknas den befinna sig på ett avstånd på ca 260 ljusår (ca 80 parsek) från solen. Den rör sig bort från solen med en heliocentrisk radialhastighet på ca 4 km/s.

## Egenskaper
Primärstjärnan HD 69863 A är en vit till blå stjärna i huvudserien av spektralklass A2 V. Den har en massa som är ca 2,1 solmassor, en radie som är ca 3 solradier och har ca 42 gånger solens utstrålning av energi från dess fotosfär vid en effektiv temperatur av ca 8 800 K.
Dubbelnaturen hos HD 69863 tillkännagavs 1832 av den tyske astronomen Carl Rümker. År 2015 hade paret en vinkelseparation på 4,10 bågsekunder vid en positionsvinkel på 70°. Följeslagaren, HD 69863 B,  med skenbar magnitud 7,62, är en stjärna av spektralklass av F2 V. De har fyra gånger solens luminositet från dess fotosfär vid en effektiv temperatur av ca 6 800 K. Dubbelstjärnan är en källa till röntgenstrålning, som troligen kommer från följeslagaren.